# Пумы
Пу́мы (лат. Puma) — род хищников из семейства кошачьих. В нём объединены два современных вида и несколько вымерших:
- Puma concolor — пума;
- Puma yagouaroundi — ягуарунди.
- † Puma pardoides
- † Puma pumoides
- † Puma inexpectatus?
- † Puma trumani?

Ранее ягуарунди выделялся в самостоятельный род Herpailurus Severtzov, 1858, но молекулярно-генетические исследования выявили близкое родство между обоими этими видами, из-за чего современные систематики относят их в один род.
Шерсть пум короткая и густая и окрашена обычно в жёлто-серые или красноватые тона. Взрослые особи в отличие от представителей многих других видов кошачьих не пятнисты. Оба вида живут в Америке.
Ещё одним результатом исследований ДНК пум стало то, что самым близким из живущих родственников пум был признан гепард. Из-за его необычного телосложения его ранее выделяли в собственное подсемейство Acinonychinae, но родство с пумами заставило причислить гепарда к подсемейству малых кошек.

## В культуре
- Пума почиталась индейцами Южной Америки[уточнить].

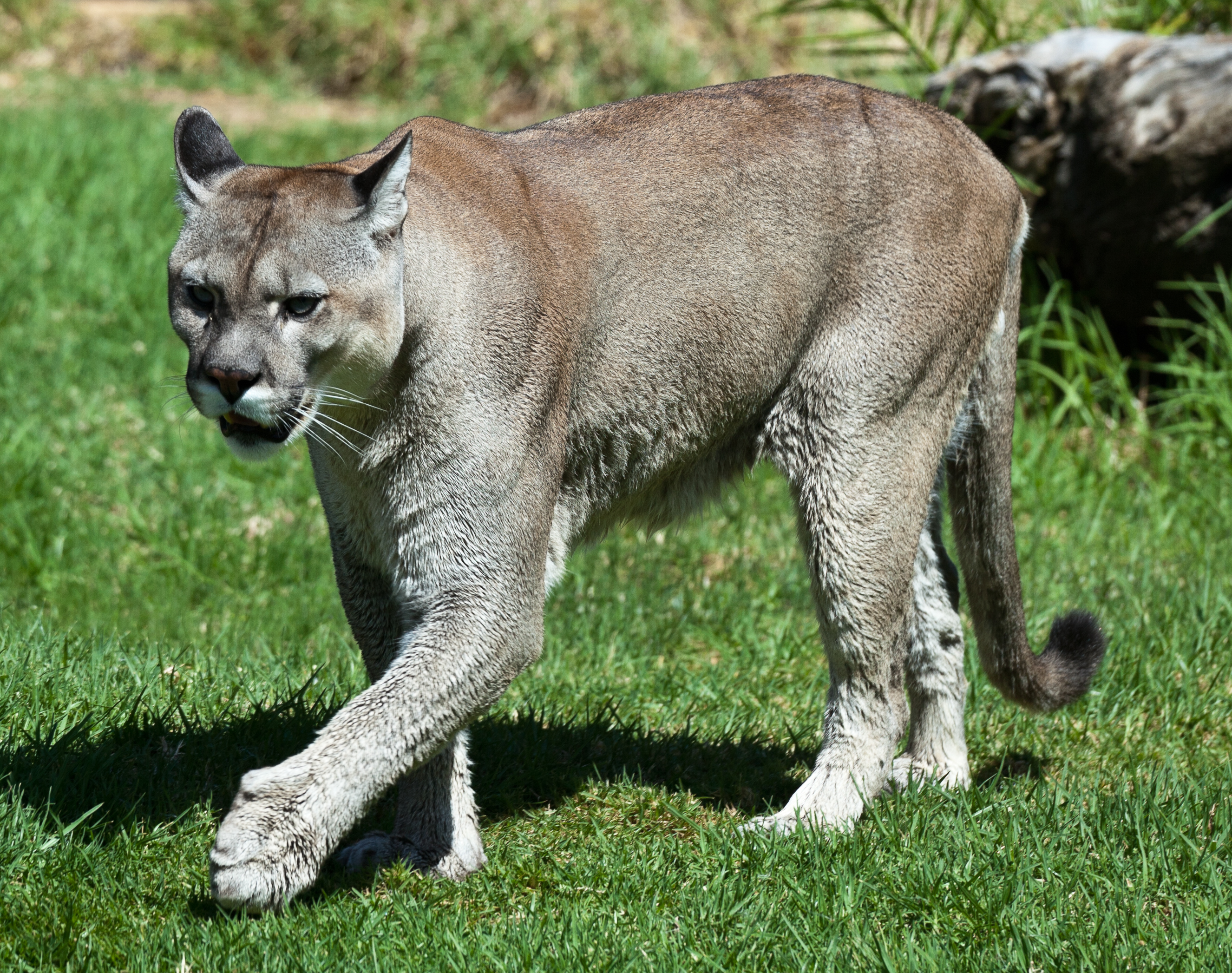
Пума
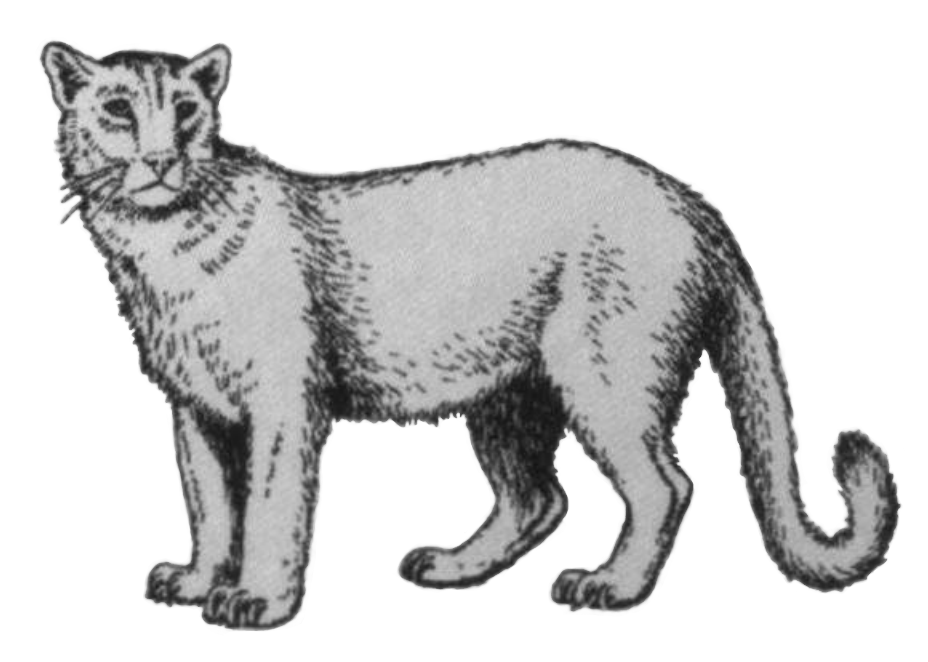
Puma pardoides, реконструкция